# Бюрон
Бюрон (нім. Büron) — громада  в Швейцарії в кантоні Люцерн, виборчий округ Зурзее.

## Географія
Громада розташована на відстані близько 60 км на північний схід від Берна, 24 км на північний захід від Люцерна.
Бюрон має площу 5,4 км², з яких на 17,5% дозволяється будівництво (житлове та будівництво доріг), 64,6% використовуються в сільськогосподарських цілях, 16,4% зайнято лісами, 1,5% не є продуктивними (річки, льодовики або гори).

## Демографія
2019 року в громаді мешкало 2559 осіб (+16,7% порівняно з 2010 роком), іноземців було 27,1%. Густота населення становила 477 осіб/км².
За віковим діапазоном населення розподілялося таким чином: 22,5% — особи молодші 20 років, 64,4% — особи у віці 20—64 років, 13,1% — особи у віці 65 років та старші. Було 1013 помешкань (у середньому 2,5 особи в помешканні).
Із загальної кількості 1199 працюючих 64 було зайнятих в первинному секторі, 729 — в обробній промисловості, 406 — в галузі послуг.